# Casa Senyorial de Kalna
La Casa Senyorial de Kalna (en letó: Kalnamuiža) és una casa senyorial a la històrica regió de Curlàndia, al municipi de Skrunda a l'oest de Letònia. El complex inclou un parc i edificis de la granja.

## Història
La mansió va ser construïda com un pavelló de caça pel Baron Fedor von Medem després que va adquirir la finca el 1855. Va ser reparada ràpidament després d'ésser danyada per un incendi el 1905. Entre 1906 i 1912, va ser restaurat segons el projecte de l'arquitecte G. Berchi. La restauració més recent de l'edifici es va realitzar el 2004, i després es va posar a en lloguer per a esdeveniments públics. Un museu amb exposicions sobre la producció de llet es troba a un dels altres edificis del complex.